# Équipe d'Écosse espoirs de football
Maillots
L'équipe d'Écosse espoirs de football, contrôlée par la Scottish Football Association, réunit les meilleurs joueurs de moins de 21 ans du pays dès le début de la campagne du championnat d'Europe espoirs.

## Histoire

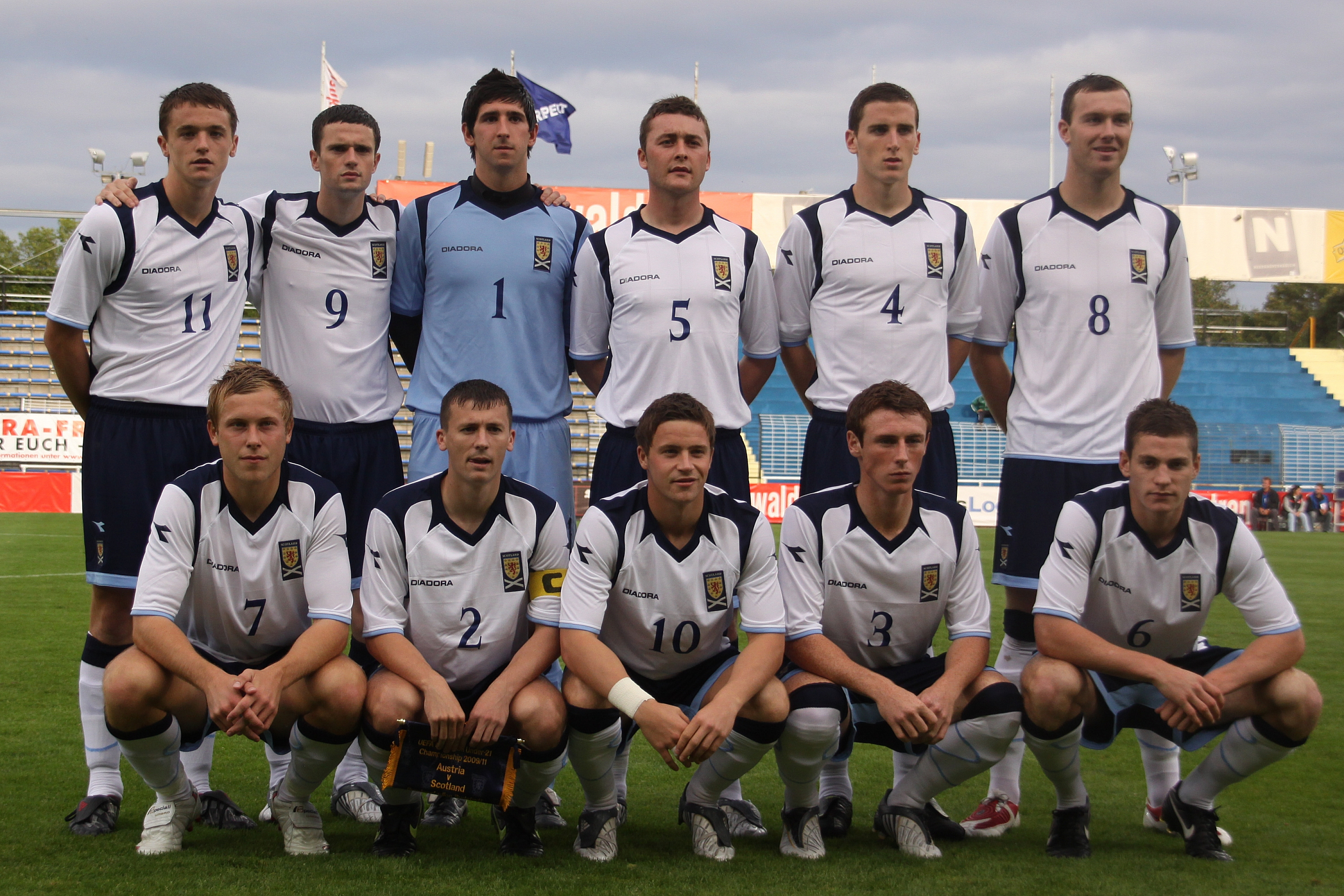
Équipe d'Écosse espoirs de football, 5 septembre 2009.

Le meilleur résultat de cette sélection reste les demi-finales atteintes lors de l'édition 1992 sous la direction de Craig Brown.
Le 30 août 2007, Archie Knox démissionne du poste de sélectionneur de l'équipe écossaise espoirs pour rejoindre le staff des Bolton Wanderers. Maurice Malpas le remplace temporairement jusqu'en janvier 2008, quand Billy Stark est nommé à la tête de l'équipe. Scot Gemmill est à la tête de la sélection depuis 2016.

### Parcours enChampionnat d'Europe espoirs
| Année | Rang          | J   | G  | N  | D  | BP  | BC  |
| ----- | ------------- | --- | -- | -- | -- | --- | --- |
| 1976  | 1/4 de finale | 6   | 5  | 0  | 1  | 13  | 4   |
| 1978  | Non qualifiée | 4   | 2  | 1  | 1  | 5   | 4   |
| 1980  | 1/4 de finale | 7   | 3  | 3  | 1  | 14  | 7   |
| 1982  | 1/2 finale    | 8   | 3  | 3  | 2  | 9   | 6   |
| 1984  | 1/4 de finale | 8   | 5  | 2  | 1  | 14  | 10  |
| 1986  | Non qualifiée | 4   | 1  | 1  | 2  | 1   | 4   |
| 1988  | 1/4 de finale | 6   | 3  | 1  | 2  | 7   | 4   |
| 1990  | Non qualifiée | 6   | 1  | 1  | 4  | 7   | 13  |
| 1992  | 1/2 finale    | 10  | 6  | 2  | 2  | 18  | 10  |
| 1994  | Non qualifiée | 8   | 2  | 2  | 4  | 8   | 11  |
| 1996  | 4e            | 12  | 8  | 0  | 4  | 21  | 10  |
| 1998  | Non qualifiée | 10  | 2  | 1  | 7  | 10  | 20  |
| 2000  | Non qualifiée | 10  | 4  | 2  | 4  | 18  | 12  |
| 2002  | Non qualifiée | 6   | 2  | 2  | 2  | 6   | 6   |
| 2004  | Non qualifiée | 8   | 5  | 1  | 2  | 11  | 8   |
| 2006  | Non qualifiée | 10  | 1  | 3  | 6  | 6   | 17  |
| 2007  | Non qualifiée | 2   | 0  | 0  | 2  | 1   | 4   |
| 2009  | Non qualifiée | 8   | 5  | 1  | 2  | 17  | 6   |
| 2011  | Non qualifiée | 10  | 5  | 2  | 3  | 18  | 11  |
| 2013  | Non qualifiée | 8   | 3  | 4  | 1  | 16  | 9   |
| 2015  | Non qualifiée | 8   | 3  | 2  | 3  | 12  | 15  |
| 2017  | Non qualifiée | 10  | 2  | 2  | 6  | 8   | 17  |
| 2019  | Non qualifiée | 10  | 4  | 2  | 4  | 13  | 13  |
| Total | 7/23          | 179 | 75 | 38 | 66 | 253 | 221 |

## Effectif actuel
Liste des joueurs convoqués pour disputer les matchs amicaux face au Mexique et à la Suède, les 22 et 25 mars 2019.

Sélections et buts actualisés le 26 mars 2019.
| N° | Pos | Nom              | Date de naissance  | Sélections | Buts | Club                |
| -- | --- | ---------------- | ------------------ | ---------- | ---- | ------------------- |
| 1  | GB  | Kieran Wright    | 1er avril 2000     | 0          | 0    | Rangers Reserves    |
| 12 | GB  | Ross Doohan      | 29 mars 1998       | 5          | 0    | Ayr United          |
| 21 | GB  | Robby McCrorie   | 18 mars 1998       | 5          | 0    | Greenock Morton     |
|    |     |                  |                    |            |      |                     |
| 2  | DF  | Jamie Brandon    | 5 février 1998     | 2          | 0    | Heart of Midlothian |
| 3  | DF  | Sean Mackie      | 4 novembre 1998    | 1          | 0    | Hibernian           |
| 4  | DF  | Barry Maguire    | 27 avril 1998      | 2          | 1    | Queen of the South  |
| 5  | DF  | George Johnston  | 1er septembre 1998 | 2          | 0    | Liverpool U23       |
| 6  | DF  | Daniel Harvie    | 14 juillet 1998    | 5          | 0    | Ayr United          |
| 11 | DF  | Calvin Miller    | 9 janvier 1998     | 1          | 0    | Ayr United          |
| 18 | DF  | Patrick Reading  | 29 mai 1999        | 1          | 0    | Middlesbrough U23   |
|    |     |                  |                    |            |      |                     |
| 7  | ML  | Jake Hastie      | 18 mars 1999       | 2          | 0    | Motherwell          |
| 8  | ML  | Allan Campbell   | 4 juillet 1998     | 15         | 0    | Motherwell          |
| 10 | ML  | Mikey Johnston   | 19 avril 1999      | 8          | 1    | Celtic              |
| 14 | ML  | David Turnbull   | 10 juillet 1999    | 2          | 0    | Motherwell          |
| 16 | ML  | Jordan Holsgrove | 10 septembre 1999  | 2          | 0    | Reading U23         |
| 20 | ML  | Ross McCrorie    | 18 mars 1998       | 12         | 0    | Rangers             |
| 22 | ML  | Iain Wilson      | 15 décembre 1998   | 7          | 0    | Queen of the South  |
|    | ML  | Lewis Ferguson   | 24 août 1999       | 3          | 0    | Aberdeen            |
|    | ML  | Callumn Morrison | 5 juillet 1999     | 0          | 0    | Heart of Midlothian |
|    |     |                  |                    |            |      |                     |
| 9  | AT  | Fraser Hornby    | 13 septembre 1999  | 9          | 6    | Everton             |
| 15 | AT  | Ben House        | 5 juillet 1999     | 2          | 0    | Swindon Town        |
| 17 | AT  | Oli Shaw         | 12 mars 1998       | 3          | 0    | Hibernian           |
| 23 | AT  | Kyle McAllister  | 21 janvier 1999    | 1          | 0    | St Mirren           |